# Kościół św. Andrzeja Boboli w Małuszowie
Kościół pw. św. Andrzeja Boboli w Małuszowie – katolicki kościół filialny znajdujący się w Małuszowie (gmina Sulęcin). Należy do parafii Podwyższenia Krzyża Świętego w Torzymiu. 

## Historia
Pierwsza wzmianka historyczna o wsi pochodzi z 1241, kiedy to książę Bolesław II Rogatka podarował osadę zakonowi templariuszy. W XIV wieku nie była już wymieniana jako lenno tego zakonu, ale własność joannitów. Pierwszą, kamienną świątynię wzniesiono w średniowieczu pod patronatem joannitów. W dobie reformacji kościół wszedł w skład parafii protestanckiej w pobliskim Ostrowie. 
Drugą świątynią we wsi był obiekt z drewnianą wieżą, zbudowany w ostatnim dwudziestoleciu XVII wieku. Trzeci, obecny kościół powstał w 1872 z cegły (wieżyczka z muru pruskiego). Stoi najpewniej na miejscu swojego poprzednika. W kościele przechowywano księgi parafialne prowadzone od 1743. W październiku 1946 kościół poświęcono jako katolicki i przyłączono do parafii torzymskiej.

## Otoczenie
Przy elewacji wejściowej znajduje się niewielkie lapidarium, w którym zgromadzono ułomki nagrobków z cmentarza okalającego dawniej kościół. Przy bramie wejściowej stoi drewniana figura św. Andrzeja Boboli. Na krzyżu misyjnym umieszczona jest jedna data Misji Świętych (1970).